# كأس رابطة الأندية الإنجليزية المحترفة 1999–2000
كأس رابطة الأندية الإنجليزية المحترفة 1999–2000 (بالإنجليزية: 1999–2000 EFL Cup)‏ هو الموسم رقم 40 من كأس رابطة الأندية الإنجليزية المحترفة. والمعروفة أيضًا باسم كأس كاراباو (بالإنجليزية: Carabao Cup)‏ لأسباب تتعلق بالرعاية. المسابقة مفتوحة أمام جميع الأندية المشاركة في الدوري الإنجليزي الممتاز و‌دوري كرة القدم الإنجليزية.
فاز ليستر سيتي باللقب، بعد فوزه 2–1 على ترانمير روفرز في النهائي.